# Lotar Indruch
Lotar Indruch (10. července 1940 – 1. září 2006) byl český politik, po sametové revoluci zakladatel strany Demokratická levice ČSFR a československý poslanec Sněmovny lidu Federálního shromáždění.

## Biografie
Počátkem 90. let působil jako předseda formace Demokratická levice ČSFR, kterou zakládal v Brně roku 1990 a která před volbami v roce 1992 přistoupila společně s KSČM a dalšími levicovými subjekty do koalice Levý blok. Ve volbách roku 1992 byl za Demokratickou levici ČSFR, respektive za koalici Levý blok, zvolen do Sněmovny lidu (volební obvod Jihomoravský kraj). Ve Federálním shromáždění setrval do zániku Československa v prosinci 1992. V roce 1993 se jako předseda Demokratické levice účastnil coby host 3. sjezdu KSČM. Téhož roku v rámci integrace levicových sil mimo KSČM souhlasil s transformací jím založené formace na Stranu demokratické levice (SDL). Jenže během procesu změny názvu se proti této změně postavil, odmítal přeregistraci strany a nakonec se svými stoupenci SDL opustil. Působil pak bez právní subjektivity a proti vzniku SDL podal žalobu. Soudní verdikt padl až roku 1998 a Indruchovy námitky v něm byly zamítnuty. V té době již SDL ovšem neexistovala.
O výraznější návrat do politiky se pokusil na přelomu století, kdy pod vlivem atmosféry okolo iniciativy Děkujeme, odejděte! založil roku 1999 stranu Mladí demokraté. Za tuto formaci pak v senátních volbách roku 2000 kandidoval do horní komory českého parlamentu za senátní obvod č. 56 - Břeclav. Získal ale jen necelé 1 % hlasů a nepostoupil do 2. kola. Strana Mladí demokraté zůstala marginální formací.
21. března 1990 byl zvolen předsedou Asociace středoškolských klubů a do této funkce byl opakovaně volen až do roku 2001. K roku 2006 uváděn jako předseda revizní komise tohoto sdružení.